# Kökşetau
Kökşetau (in kazako  Көкшетау?) è una città del Kazakistan, capoluogo della regione di Aqmola.

## Etimologia
Il toponimo Kökşetau significa "montagna blu" in kazako.

## Storia
La città venne fondata il 29 aprile 1824.

## Economia
Kökşetau è conosciuta per i suoi paesaggi naturali e siti turistici, ma è altresì presente l'industria leggera (alimentare) ed estrattiva (oro) data la presenza di una miniera a nord della città.

### Linee elettriche
Da notare che Kökşetau è il capolinea dell'unica linea elettrica al mondo con una tensione superiore ai 1000 kV, la linea Ekibastūz-Kökşetau.

## Infrastrutture e trasporti

### Aeroporti
- Aeroporto di Kökşetau

La città è servita da un aeroporto con voli per Almaty e Petropavl; è anche presente una linea ferroviaria che connette Kökşetau con il Kazakistan meridionale e la Russia.

## Amministrazione

### Gemellaggi
La città è gemellata con:
- Waukesha, dal 1989

## Sport

### Calcio
La squadra principale della città è l'Oqjetpes.

## Clima
| Kökshetau (1991-2020) Fonte: | Mesi         | Mesi         | Mesi         | Mesi         | Mesi        | Mesi        | Mesi        | Mesi        | Mesi         | Mesi         | Mesi         | Mesi         | Stagioni | Stagioni | Stagioni | Stagioni | Anno  |
| Kökshetau (1991-2020) Fonte: | Gen          | Feb          | Mar          | Apr          | Mag         | Giu         | Lug         | Ago         | Set          | Ott          | Nov          | Dic          | Inv      | Pri      | Est      | Aut      | Anno  |
| ---------------------------- | ------------ | ------------ | ------------ | ------------ | ----------- | ----------- | ----------- | ----------- | ------------ | ------------ | ------------ | ------------ | -------- | -------- | -------- | -------- | ----- |
| T. max. media (°C)           | −10,3        | −8,8         | −1,2         | 10,5         | 19,6        | 24,3        | 25,2        | 23,6        | 17,3         | 9,1          | −2,2         | −8,1         | −9,1     | 9,6      | 24,4     | 8,1      | 8,3   |
| T. media (°C)                | −14,3        | −13,2        | −5,7         | 5,1          | 13,5        | 18,6        | 19,6        | 17,8        | 11,8         | 4,7          | −5,6         | −11,7        | −13,1    | 4,3      | 18,7     | 3,6      | 3,4   |
| T. min. media (°C)           | −18,8        | −18,0        | −10,5        | −0,2         | 6,9         | 12,1        | 13,8        | 12,0        | 6,4          | 0,6          | −9,2         | −15,7        | −17,5    | −1,3     | 12,6     | −0,7     | −1,7  |
| T. max. assoluta (°C)        | 4,0 (1975)   | 6,6 (2016)   | 18,7 (2008)  | 30,3 (1982)  | 35,5 (2004) | 40,1 (1988) | 39,2 (2021) | 37,7 (1998) | 35,0 (2003)  | 25,0 (2018)  | 16,5 (2006)  | 6,0 (1975)   | 6,6      | 35,5     | 40,1     | 35,0     | 40,1  |
| T. min. assoluta (°C)        | −42,2 (1969) | −42,0 (1977) | −45,0 (1954) | −26,1 (1952) | −8,9 (1950) | −5,7 (1984) | 2,0 (2002)  | −2,2 (1996) | −10,5 (2017) | −26,0 (1976) | −42,6 (1998) | −44,0 (1976) | −44,0    | −45,0    | −5,7     | −42,6    | −45,0 |
| Precipitazioni (mm)          | 13           | 11           | 13           | 20           | 27          | 42          | 69          | 43          | 23           | 22           | 19           | 15           | 39       | 60       | 154      | 64       | 317   |